# Tandem Diabetes Care
 (juillet 2023).
Tandem Diabetes Care est un constructeur d'équipement médical américain basé à San Diego, en Californie. 
La société y développe des technologies médicales pour le traitement du diabète et plus spécifiquement par la perfusion d'insuline.

## Histoire
En 2006, un collectif d'ingénieurs a reconnu la nécessité d'avoir de nouvelles méthodes pour l'administration d'insuline via pompe et s'est d'abord constitué en tant que Phluid, Inc. En 2007, Kim Blickenstaff a rejoint l'organisation en tant que président et chef de la direction, apportant comme méthode de travail d'utiliser les études de marché comme source d'inspiration pour le développement de matériel et a ainsi commencé le développement de la pompe à insuline t:slim. En 2008, la société précédente est remplacée par une nouvelle société du nom de Tandem Diabetes Care, Inc. Elle a été créée dans le but de promouvoir une approche complète, intuitive et globale, en s'intégrant au développement de produits pour le diabète. Tandem Diabetes Care estimait que l'intégration d'une facilité d'utilisation améliorée et un design attrayant, qui sont souvent associés au développement de l'électronique grand public, encouragerait également davantage de patients à envisager les avantages thérapeutique de la pompe à insuline. Tandem Diabetes Care ont fait appel à plus de 4 000 utilisateurs de pompes à insuline et professionnels de la santé afin de concevoir leur premier appareil, la pompe à insuline t:slim.
En 2016, la société a été classée à la 39e place sur la liste Deloitte Fast 500 North America.
L'entreprise a été reconnue en 2018 comme l'une des meilleurs places où travailler à San Diego selon la tribune syndicale de San Diego.
En février 2019, la société a annoncé que le PDG Kim Blickenstaff serait muté au poste nouvellement créé de président exécutif du conseil d'administration de la compagnie. John F. Sheridan (précédemment Directeur de l'exploitation) succèdera à M. Blickenstaff, assumant le rôle de président et chef de la direction à partir du 1er mars 2019.

## Produits
En novembre 2011, la société a reçu l'aval de la FDA pour commercialiser la pompe à insuline t:slim, la première pompe à insuline à écran tactile. En février 2013, la société a reçu l'autorisation de la FDA pour commercialiser l'application de gestion du diabète t:connect, une application de gestion de données compatible pour les systèmes d'exploitation Mac et PC fournissant aux utilisateurs de la pompe t:slim ainsi que de leurs professionnels de la santé un moyen d'afficher les données de la pompe et de la glycémie selon les glucomètres pris en charge sur une plate-forme basée sur l'infonuagique[réf. nécessaire]. En janvier 2015, Tandem a annoncé l'accord de la FDA pour la pompe à insuline t:flex, qui était alors la pompe à insuline de plus grande capacité d'un réservoir d'insuline sur le marché.[réf. nécessaire] En juillet 2014, Tandem a annoncé avoir soumis une demande de pré-approbation PMA auprès du FDA pour la pompe à insuline t:slim G4, où la pompe intègre le système de surveillance de glucose en continu Dexcom G4 Platinum. Cet appareil a finalement été approuvé par la FDA en septembre 2015. La FDA a approuvé un outil permettant de mettre à jour le logiciel des pompes Tandem en juillet 2016. La mise à jour d'appareils Tandem serait utilisé pour fournir toutes les mises à jour logicielles des pompes Tandem à l'avenir. La première utilisation de l'outil de mise à jour sera de mettre à jour les pompes t:slim qui ont été expédiées avant avril 2015 avec une nouvelle version du micrologiciel qui accélère le processus de chargement et offre d'autres améliorations mineures. Fin octobre 2016, Tandem a commencé à expédier sa flotte de pompes de nouvelle génération, la t:slim X2.
En août 2017, Tandem a lancé son connecteur t:lock. Dans le même mois, Tandem a également annoncé le lancement de la pompe à insuline t:slim X2, compatible avec le système Dexcom G5. En juillet 2018, la société a lancé son premier algorithme d'administration automatisée d'insuline, où la pompe à insuline t:slim X2 incorporant la technologie Basal-IQ suspend les administrations en cas de glycémie faible tandis qu'en février 2019, le FDA a classé la pompe t:slim X2 comme le premier d'une nouvelle catégorie d'appareils appelés pompes à contrôle alternatif.
La pompe t:slim X2 continue encore de recevoir des mises à jour via le Tandem Device Updater, notamment avec une mise à jour prévue incluant l'algorithme hybride en boucle fermée Control-IQ (sous licence de TypeZero en juillet 2016), qui sera disponible à partir de janvier 2020.